# Sân bay Loei
Sân bay Loei (IATA: LOE, ICAO: VTUL) là một sân bay ở thị xã Loei, tỉnh lỵ tỉnh Loei của Thái Lan. Sân bay này có một đường băng dài 2100 m bề mặt nhựa đường.

## Các hãng hàng không và các tuyến điểm
Hiện có các hãng hàng không sau đang hoạt động tại sân bay Loei:
- Nok Air (DD) (Bangkok-Sân bay Don Mueang)